# 1938 في جمهورية أيرلندا
فيما يلي قوائم الأحداث التي وقعت خلال عام 1938 في جمهورية أيرلندا.

## سياسة

### تعيين في المنصب
- 25 يونيو – دوغلاس هايد قائمة رؤساء أيرلندا.

## مواليد

### يناير
- 4 يناير – جيم نورتون ممثل أيرلندي.[1]

### أغسطس
- 3 أغسطس – تيري ووجان[2]

## وفيات

### يونيو
- 3 يونيو – جون فلانغان (مواليد 1873)
- 25 يونيو – إديث آن ستوني (مواليد 1869)

### نوفمبر
- 18 نوفمبر – ماريان فانين (مواليد 1845) رسامة نباتات أيرلندية.[3]